# Автошлях Т 0513
Автошля́х Т 0513 — автомобільний шлях територіального значення у Донецькій області. Пролягає територією Краматорського та Бахмутського районів через Лиман — Сіверськ — Бахмут — Горлівку. Загальна довжина — 89,5 км.

## Маршрут
Автошлях проходить через такі населені пункти:
| Автошлях Т 0513              |        |
| Донецька область             |        |
| Краматорський район          |        |
| Лиманська міська громада     |        |
| Лиман                        | Т 0514 |
| Закітне                      |        |
| Бахмутський район            |        |
| Сіверська міська громада     |        |
| Сіверськ                     |        |
| Свято-Покровське             |        |
| Соледарська міська громада   |        |
| Федорівка                    |        |
| Сакко І Ванцетті             |        |
| Благодатне                   |        |
| Парасковіївка                |        |
| Бахмутська міська громада    |        |
| Берхівка                     | М03    |
| Бахмут                       |        |
| Опитне                       |        |
| Світлодарська міська громада |        |
| Одрадівка                    |        |
| Миколаївка                   |        |
| Миколаївка Друга             |        |
| Горлівський район            |        |
| Горлівська міська громада    |        |
| Горлівка                     | Т 0516 |